# 리테일 테라피
리테일 테라피(Retail therapy)는 소비자의 기분이나 성향을 증진시키는 것이 주된 목적인 쇼핑을 말한다.  주로 구매자가 우울증이나 스트레스가 심할 때 쇼핑을 함으로써 즐거움을 찾게 될 때 발생한다. 리테일 테라피 기간에 구매하는 용품들을 " 위로 구매"(comfort buys)라고 부른다.  이 용어가 처음 사용된 것은 1986년 크리스마스 이브에 출간된 시카고 트리뷴에서였다.  "우리는 우리의 삶을 측정할 때 리테일 테라피를 통해서 정신적 질병들을 치료하는 나라에 살고 있다." 